# Frank Sinatra
Frank Sinatra (født 12. december 1915, Hoboken, New Jersey, død 14. maj 1998, Sinai Hospital, Beverly Hills) var en amerikansk sanger og skuespiller.
Han er kendt som crooneren over alle croonere, men var i virkeligheden meget kontrolleret.[kilde mangler] Han sang primært sange fra "The American Songbook".[kilde mangler] Han indspillede en lang række film og fik en Oscar for sin rolle i Herfra til evigheden og en Emmy for The House I Live In.
Han var gift fire gange: Nancy, Ava, Mia og Barbara. Med Nancy fik han børnene Nancy, Frank Jr. og Tina.
Han er kendt for sange som bl.a.: "My way", "New york, New York", "Strangers in the Night" og "That's life". I 2008 blev der udgivet et opsamlingsalbum med Sinatras bedste sange samt 12 hidtil uudgivne julesange. Albummet hedder "Nothing but the Best".
Det hævdes, at Frank Sinatras berømte "My Way" er den mest spillede sang til amerikanske begravelser.[kilde mangler]